# سموث جاز

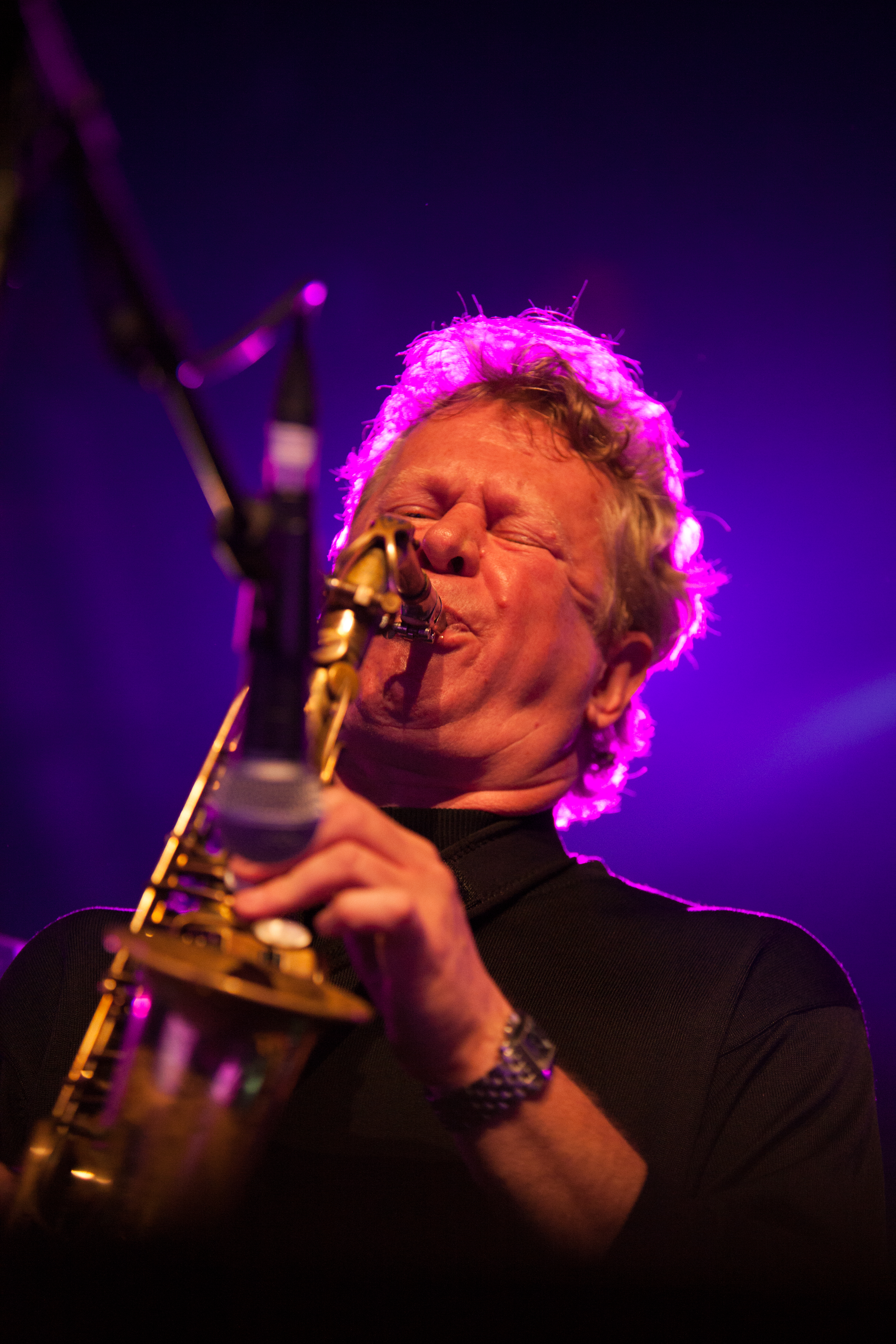
عزف الساكسفون في موسيقى السموث جاز

سموث جاز: هو أحد أنواع موسيقى الجاز، متأثرة بالريذم أند بلوز، والروك، والفانك. تُستخدم بعض الآلات الموسيقية في هذا النوع، مثل الساكسفون، والجيتار الكهربائي. نشأ هذا النوع من الموسيقى في بدايات ستينيات القرن العشرين.